# 복서 브리프

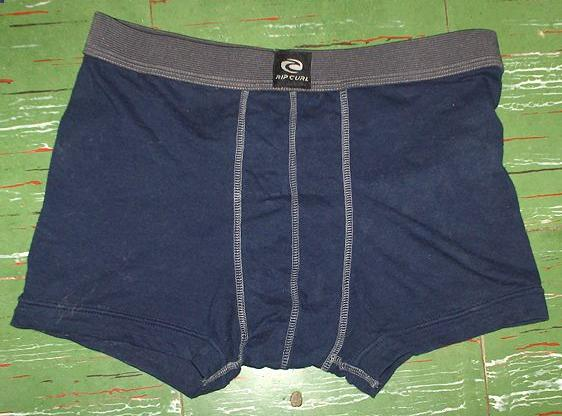
복서 브리프

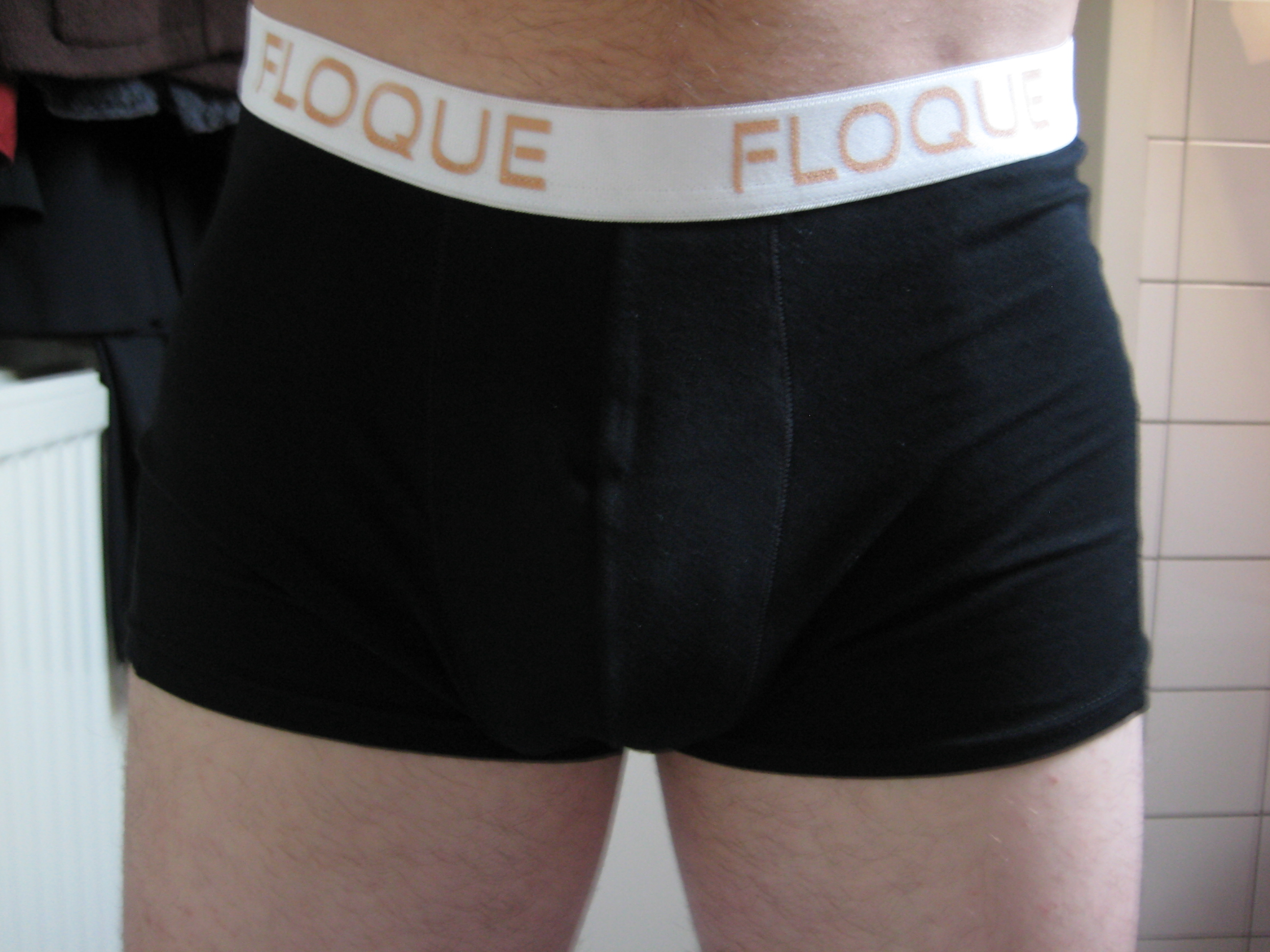
복서 브리프를 착용한 남성의 모습

복서 브리프(Boxer brief)는 남성 속옷의 한 종류로, 복서 쇼츠의 사각 디자인과 브리프의 몸에 딱 맞는 착용감을 결합한 것이 특징이다. 대한민국에서는 드로어즈(drawers) 또는 드로즈라고도 한다.